# موتزارلا

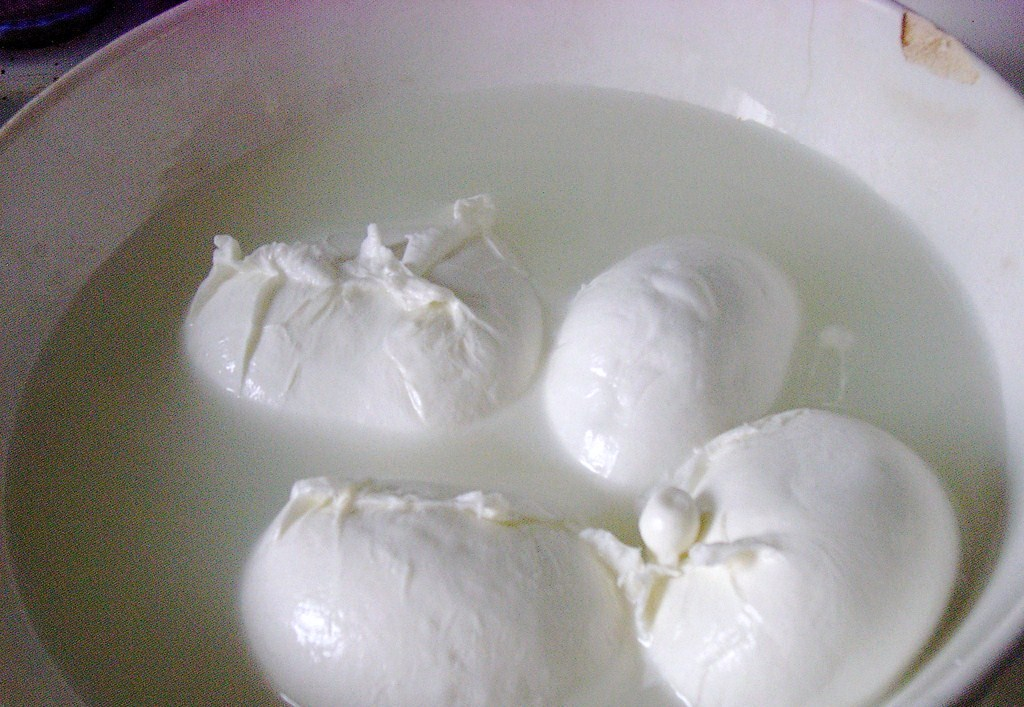
موتزارلا در قطعه‌هایی کروی در آب نمک نگهداری می‌شود.

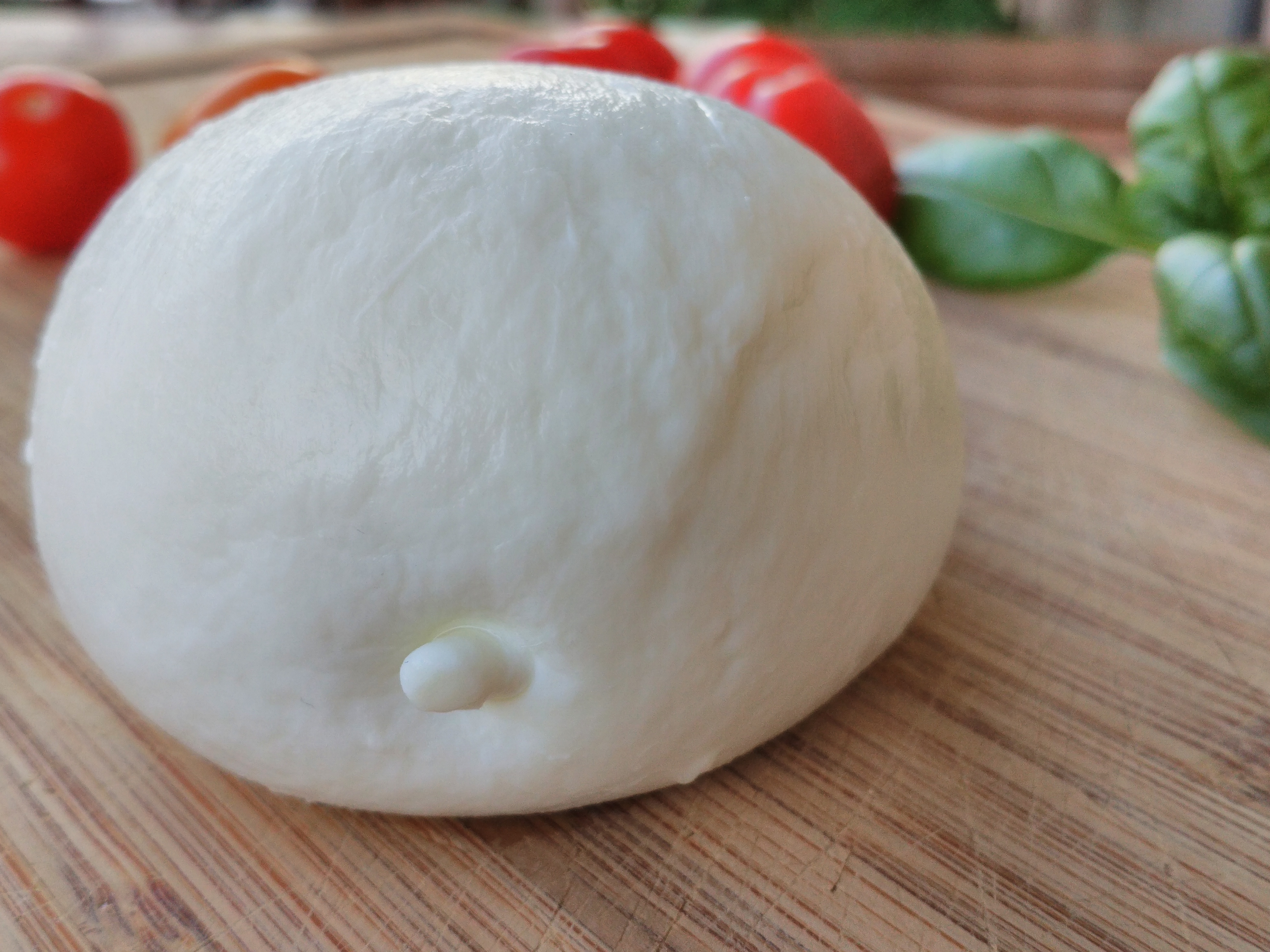
برشی از پنیر موتزارلا

موتزارلا (به ایتالیایی: Mozzarella) که موزارلا هم نامیده می‌شود، نامی عمومی برای انواعی از پنیرهای نیمه نرم ایتالیایی است که از شیر گاو یا گاومیش تهیه می‌شوند. برای تهیه آن پنیر تازه را در آب نزدیک به دمای جوش حرارت داده و در قطعه‌های کروی کوچک در آب نمک غلیظ نگه می‌دارند. این پنیر بسیار کِش می‌آید و در صبحانه و عصرانه، غذاهای پاستایی، لازانیا، داخل سوپ، سالاد  پیتزاها،پَنینوها و غیره استفاده می‌شود. این پنیر در ایران به صورت منجمد و رنده شده با نام پنیر پیتزا نیز عرضه می‌شود و شبیه پنیر تازه-محلی می‌باشد.